# Nils Ekman (musiker)
Nils "Nisse" Robert Ekman, född 29 november 1900, död 24 augusti 1934, var en finländsk musiker (dragspel) och kompositör. Ekman var aktiv som dragspelare i Suomi Jazz Orkesteri.
Ekman och hans bröder Lars och Olof var hemmahörande från Broholmen, där de bedrev hatt- och handsktillverkning. Endast Nils Ekman var professionell musiker och drev den egna Nissen Harmonikkaorkesteri. När Ernest Pingoud bildade Suomi Jazz Orkesteri för Fazers musikaffärs räkning, var bröderna Ekman några av dess första medlemmar. Bara efter en kort tid lämnade de emellertid orkestern och grundade med bröderna Pietro, Tomaso och Angelo Busi orkestern Rapido. Ekmans svåger Harald Mannerström var soloklarinettist för radioorkestern.
1929–1930 gjorde Ekman grammofoninspelningar med bland andra Angelo Busi och Wilhelm Ekman. Både som solomusiker och ledare för Nissen Harmonikkaorkesteri medverkade han som ackompanjatör vid Rafael Ramstedts och Vilho Viikaris grammofoninsjungningar.